# Somos los Carmona
Somos los Carmona est une telenovela chilienne diffusé en 2013 sur TVN. L'histoire tourne autour de la famille Carmona, qui déménage de Santiago à un petit village côtier appelé Villa Ruiseñor pour échapper aux problèmes financiers et aux pressions de la ville. Dirigée par le patriarche Raul Carmona, la famille tente de s'adapter à sa nouvelle vie et de surmonter les défis qui se présentent à eux. Cependant, leur arrivée dans le village entraîne une série de situations comiques, dramatiques et romantiques, mettant en lumière les relations familiales, les secrets et les rivalités avec les habitants locaux. Au fil des épisodes, les Carmona découvrent les joies et les difficultés de la vie à la campagne, tout en renforçant leurs liens familiaux et en trouvant l'amour dans des circonstances inattendues.

## Acteurs et personnages
- Álvaro Rudolphy : Facundo Carmona.
- Carolina Arregui : Rosa Leiva Loyola.
- Fernando Larraín : Roberto Velasco.
- Ingrid Cruz : Isabel Durán de Velasco.
- Luis Alarcón : Rosendo Carmona.
- Gabriela Hernández : Perpetua Loyola.
- Magdalena Müller : Carmen "Yoyita" Carmona Leiva.
- Francisco Puelles : Alberto "Piduco" Carmona Leiva.
- María de los Ángeles García : Francisca Catalán.
- Ignacio Susperreguy : Felipe Velasco Durán.
- Valentina Carvajal : Rocío Velasco Durán de Carmona.
- Matías Gil : Diego Briceño.
- Gabriela Medina : Humilde Loyola.
- Víctor Montero : Esteban Poblete.
- Andrea Eltit : Alejandra Sanhueza.
- Agustina Lavín : Susana Carmona Leiva.
- Diego García : Jacinto Carmona Leiva.
- Isidora Artigas : Ignacia Velasco Durán.
- Francisco Godoy : Camilo Briceño.

## Diffusion internationale
- TVN
- TV Chile

## Autres versions
- Amores con trampa (Televisa, 2015)

### Sources
- (es) Cet article est partiellement ou en totalité issu de l’article de Wikipédia en espagnol intitulé « Somos los Carmona » (voir la liste des auteurs).